# Paul Rogers (actor)
Paul Rogers (22 de marzo de 1917 - 6 de octubre de 2013) fue un actor de cine, teatro y televisión inglés.

## Carrera
Paul Rogers nació en Plympton, Devon, y asistió a Newton Abbot Grammar School. Más tarde estudió en el Teatro Estudio Mijaíl Chéjov en Dartington Hall y debutó en el cine en 1932. De 1940 a 1946 sirvió en la Marina Real, antes de regresar a la actuación en Bristol Old Vic. Llegó a aparecer en muchas producciones de West End y Broadway, y ganó el Tony al Mejor Actor por su papel en la obra de Harold Pinter, The Homecoming en 1967. También desempeñó el papel de Sir en la primera producción de Broadway de la obra de Ronald Harwood, The Dresser.

## Vida personal
Paul Rogers se casó con Muriel Jocelyn Maire Wynne, con la que tuvo dos hijos. Se casó, en por segunda vez con Rosalind Boxall y tuvo dos hijos más. Él y Boxall permanecieron casados hasta su muerte en 2004. Murió en Londres en 2013, a los 96 años de edad.